# Timonius koordersii
Timonius koordersii är en måreväxtart som beskrevs av Theodoric Valeton. Timonius koordersii ingår i släktet Timonius och familjen måreväxter. Inga underarter finns listade i Catalogue of Life.